# 漏斗雲
漏斗雲（ろうとうん・ろうとぐも、英語: funnel cloud、ラテン語学術名:tuba、略号:tub）は、雲の底部から突き出る、細長い円柱状または下に向かい細くなる円錐状の雲で、回転しており渦の存在を示している。主に積乱雲にみられ、稀に積雲にみられる。雲の分類においては、部分的に特徴のある雲（副変種）の1つ。
対流性の雲の底から伸びる空気の渦巻を竜巻と言うが、竜巻の渦に伴って、水蒸気が凝結して漏斗雲となり、しばしば地表付近には土ぼこりに破壊した地物の破片が混じった渦巻、水上では吸い上げた水煙の渦巻がみられる。地面に達するもの、達しないものがある。雲は垂直あるいは斜めに伸び、曲がっていることもある。直径はふつう10m程度だが、数百mに達する場合もある。
雲底から垂れ下がる細長い雲でも、回転していないものは漏斗雲ではない。
ラテン語"tuba"はトランペット（チューバ）や管を意味する。日本語では漏斗に見立ててこう呼ばれる。しかし、漏斗のように先細りのものばかりでなく、太い柱状のものもある。雲底が低く漏斗雲が太くて、高さと太さが同程度の竜巻 (wedge tornado)も存在する。消えていく段階の竜巻では、ロープのように細く形が歪むことがある。
竜巻の中心付近では気圧が急激に下がっていて、強い上昇気流を伴っていることで、雲を形成する。
メソサイクロンを伴う竜巻は激しいことが知られているが、そのほかにも大気の不安定や対流に関係するさまざまな現象で竜巻が生じる。強い寒気により発生する例や、強い鉛直ウインドシアにより発生する例が知られている。
しかし、すべての竜巻が漏斗雲を伴うわけではなくて、そのような竜巻は目視で確認できないことがある。
また、竜巻の"太さ"から強さを判断することは難しい。理論上は湿度が高いほど漏斗雲が太くなるという研究があり、実際のアメリカの統計でも平均すると太いものほど強い竜巻の割合が増えるが、そうでないものが多数あるため、細いから弱いだろうと安易に決めつけることは危険である。
竜巻は豪雨の最中や夜間に発生する場合もあり、漏斗雲が目撃されたり撮影されたりする機会は多くない。

## ギャラリー

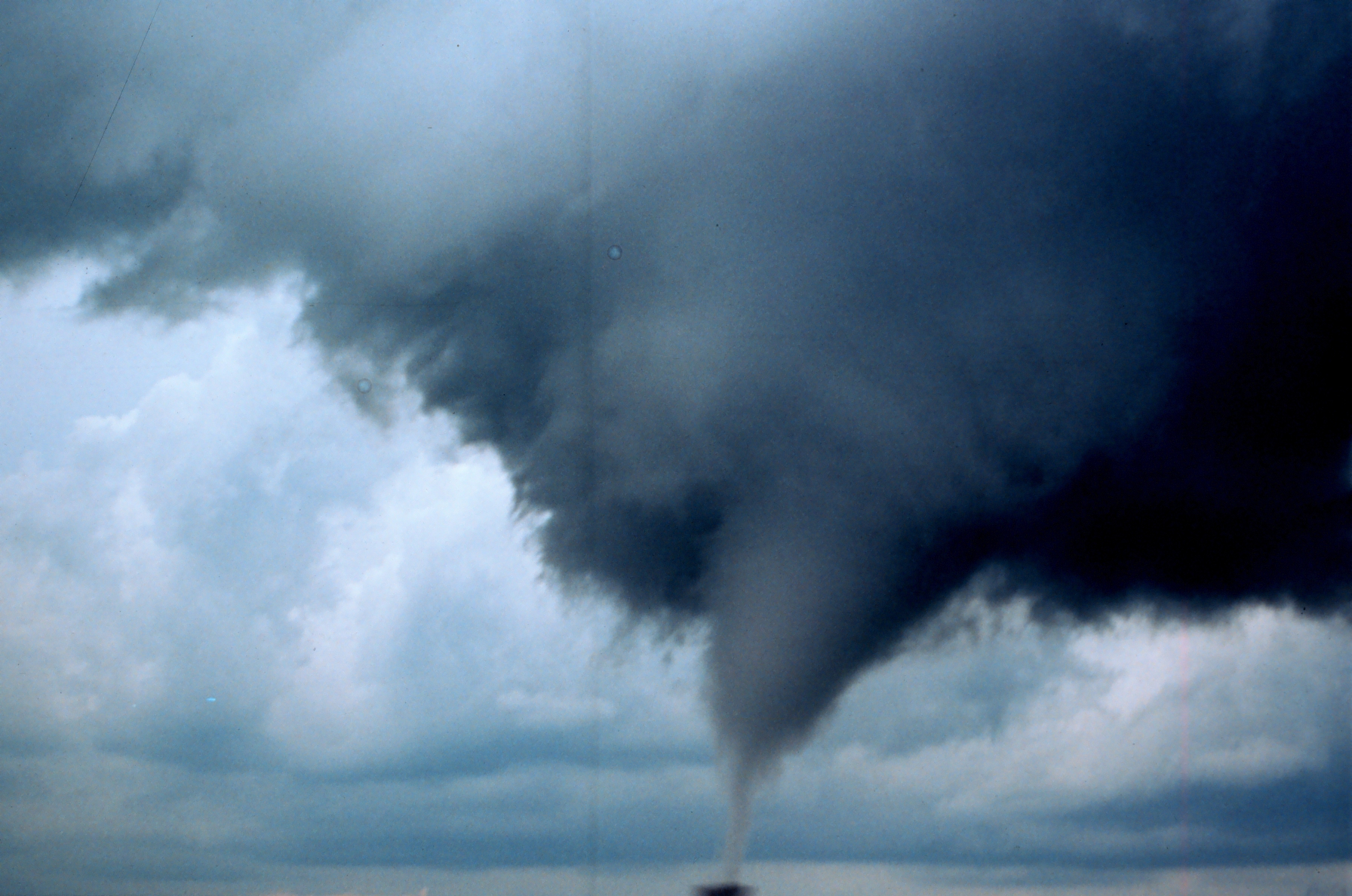
漏斗雲には太いものもある。
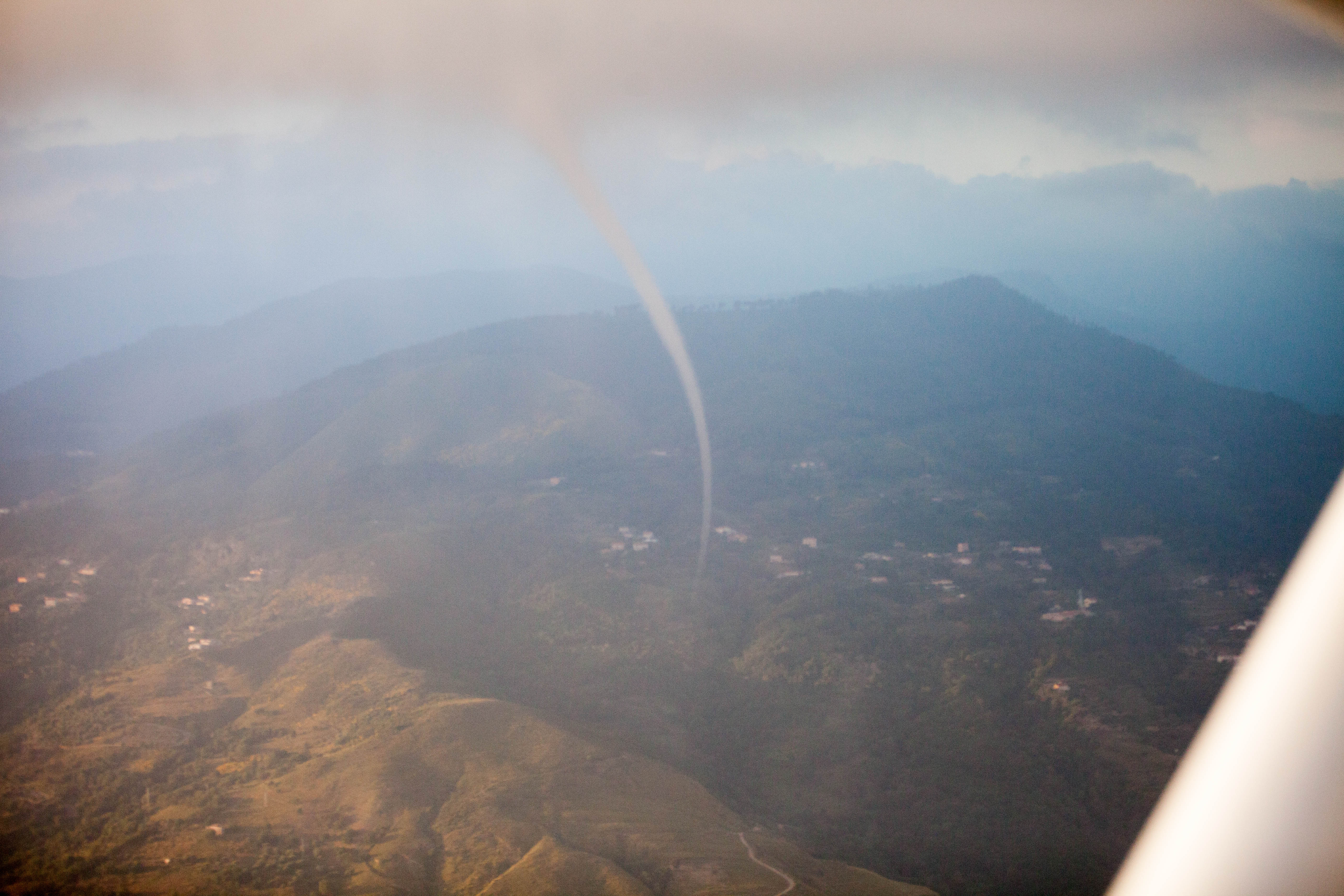
空中から見た漏斗雲。
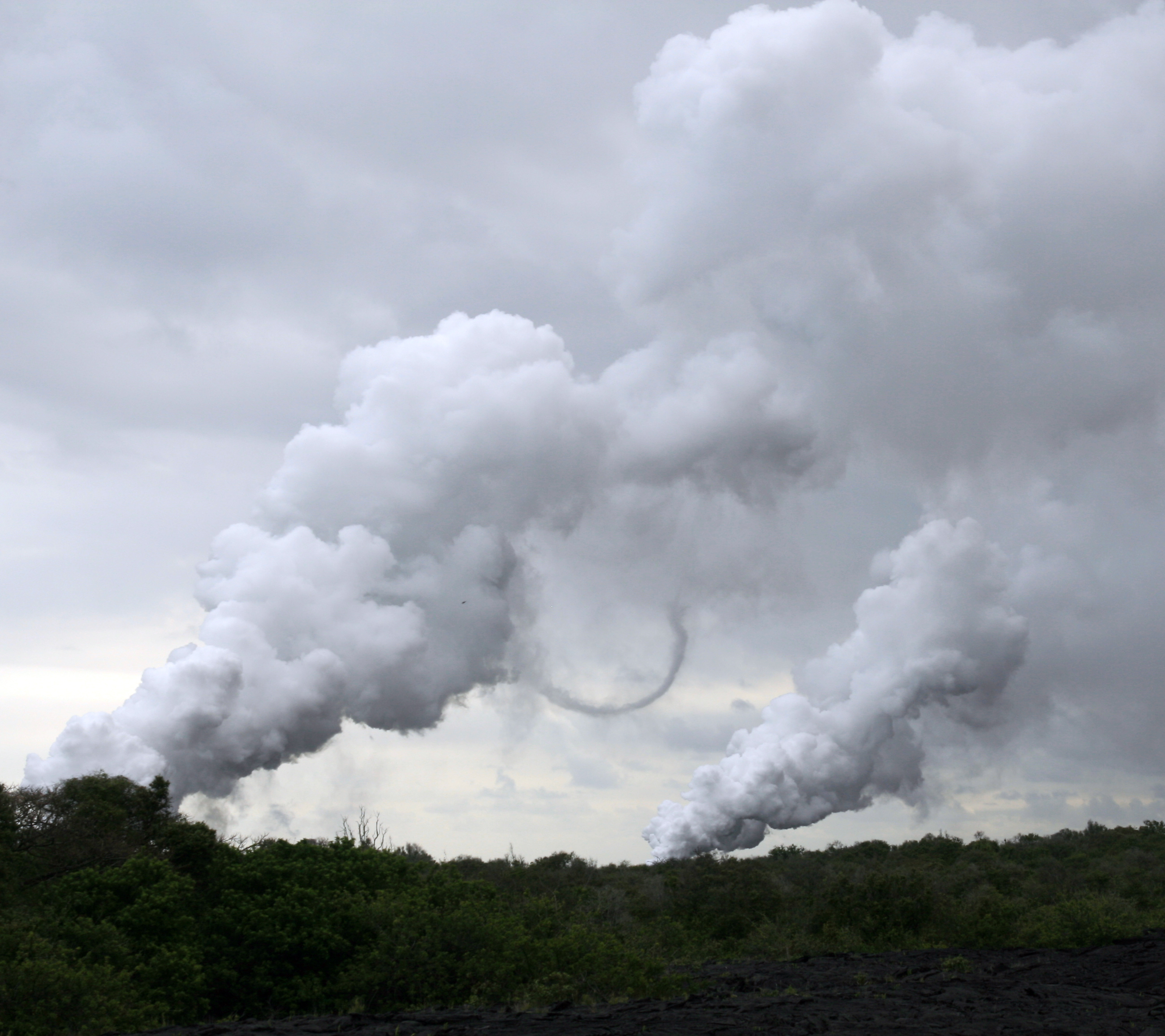
スチームデビル（Steam devil）の漏斗雲。

## 類似する現象

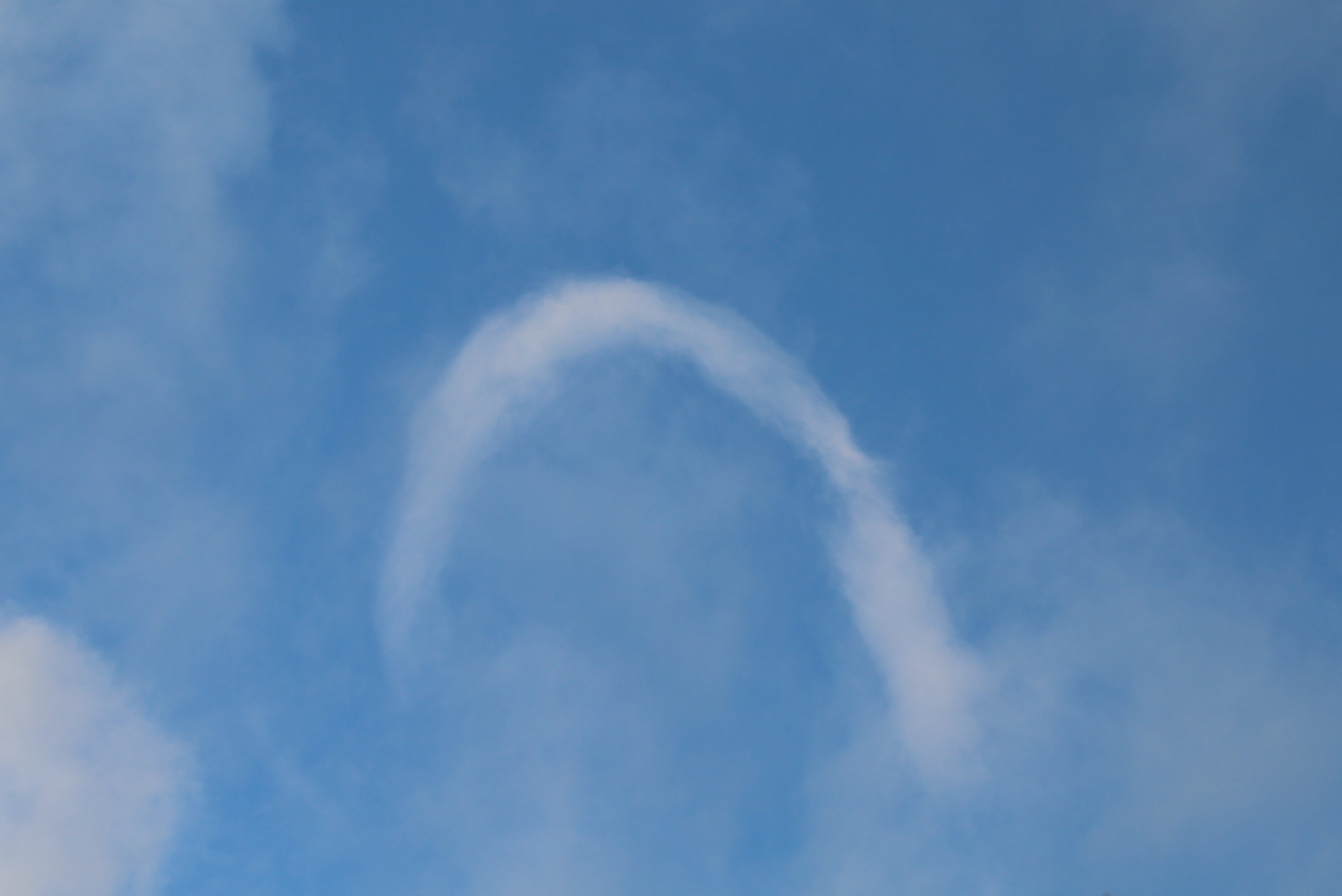
馬蹄形渦の形の雲

稀に雲の周りに水平に細長く伸び、大抵は"U字型"をした雲の渦が観測されることがある。上空に生じた乱流の一種である馬蹄形渦(Horseshoe vortex)に伴うもので、雲が消えていく際に短時間生じる。（cf. Horseshoe cloud）